# Double-bêchage
Le double-bêchage est une technique d'ameublissement du sol, utilisée notamment en micro-agriculture biointensive, lors de la préparation d'un potager. Cette technique permet de travailler la terre jusqu'à environ 60 cm de profondeur (ou deux hauteurs de bêche) et sans la retourner pour préserver la répartition verticale de ses micro-organismes. Le procédé comprend un apport de matières organiques humifiantes (compost, fumier...) à la terre. L'objectif est d’accroître la productivité d'une surface cultivée en augmentant le volume disponible pour les systèmes racinaires et en favorisant l'activité biologique et microbiologique du sol en profondeur.

## Historique
Le double-bêchage trouverait ses origines en Chine 3000 ans av. J.C. ou en Grèce dans le Ier siècle ap. J.C..
Il est utilisé par les maraîchers parisiens au XVIIIe siècle et au XIXe siècle dans le cadre de la méthode de maraîchage dite intensive française.
Dans sa description actuelle, le double-bêchage est généralement attribué à Alan Chadwick, inventeur de la micro-agriculture biointensive, et à John Jeavons pour son travail d'optimisation et de test au sein de l'association californienne Ecology Action. 
Le double-bêchage est parfois utilisé en permaculture.

## Applications
L'aération et la perméabilité obtenues grâce au double-bêchage, ainsi que l'apport de matières humifiantes, profitent à la pédofaune (la faune du sol : vers, micro-organismes...) qui contribue à ameublir davantage le sol et fournit des nutriments aux systèmes racinaires.
L'importante profondeur de travail qui caractérise le double-bêchage autorise une plus grande densité de culture. En effet, elle maximise le volume de sol que peuvent se partager les systèmes racinaires des plantes selon les principes de la micro-agriculture biointensive.
Le double-bêchage est recommandé pour les sols compacts. Ses bénéfices sont moindres pour un sol meuble, riche en matières humifiantes ou sableux. 
La fréquence recommandée varie selon les sources. Certaines préconisent le double-bêchage  seulement lors de la préparation initiale du parterre. D'autres le préconisent à chaque plantation ou encore annuellement.
John Jeavons distingue quatre types de préparation du sol en profondeur : le double-bêchage initial décrit ci-dessous, le double-bêchage continu qui se distingue par un dépôt de compost à la fin plutôt qu'au préalable, le double-bêchage complet caractérisé par un apport de compost également dans la couche inférieure, et le bêchage par grelinette, travail plus aisé, possible lorsque le sol est suffisamment meuble et qui présente l'avantage de moins retourner la terre.

## Mise en œuvre

### Matériel nécessaire
- Une bêche à bord droit munie d'une poignée[2],
- Une fourche bêche munie d'une poignée,
- Un râteau,
- Une planche de contreplaqué de la largeur du parterre,
- Une brouette,
- Suffisamment de compost pour couvrir la surface du parterre sur une épaisseur d'environ 3 cm[5].

### Recommandations importantes
Le double-bêchage est un exercice physique intensif. Il est primordial pour préserver son dos, d'adopter des gestes minimisant les efforts et utilisant l'effet de levier et le poids du corps. Par exemple, il peut être intéressant d'utiliser la planche de contreplaqué comme point d'appui de la bêche pour faire levier. En outre, il est recommandé de limiter la charge de travail à un niveau raisonnable pour chaque individu.
La technique du double-bêchage vise à limiter le retournement de la terre. Il est important de garder cet objectif à l'esprit.
De manière générale, selon les principes de la micro-agriculture biointensive, le soin apporté au travail est un facteur clé de productivité.
L'ameublissement du sol obtenu est préservé pendant le travail à l'aide de la planche de contreplaqué qui repartit le poids du corps chaque fois qu'il est commode de se tenir debout sur le parterre. Par la suite, l'ameublissement est préservé par la délimitation des chemins de passage.

### Étapes
1. Tracer les contours du parterre. Par exemple, un rectangle de la longueur souhaitée et d'une largeur de 80 cm à 120 cm pour maximiser la surface de culture tout en permettant les travaux futurs sur le parterre sans y poser le pied et risquer de le compacter à nouveau.
2. Pour une plus grande facilité et un résultat optimal, il est recommandé de travailler le sol lorsqu'il est légèrement humide. Si nécessaire, arroser en pluie pendant 2 heures et laisser reposer pendant 2 jours[5].
3. Ameublir toute la surface sur 30 cm de profondeur (ou une hauteur de bêche) à l'aide de la fourche bêche. Désherber. Si nécessaire, arroser en pluie à nouveau pendant 5 minutes et laisser reposer pendant 1 jour.
4. Couvrir de compost la surface du parterre sur une épaisseur d'environ 3 cm.Séquence de mise en œuvre d'un double-bêchage

Séquence de mise en œuvre d'un double-bêchage

5. En se tenant debout sur la planche de contreplaqué, creuser, à l'aide de la bêche, une première tranchée traversant le parterre à l'une de ses extrémités. La tranchée est d'environ 30 cm de profondeur (hauteur de la bêche) et de la largeur de la bêche. Placer la terre de surface enlevée (A1) dans la brouette pour usage ultérieur à l'autre extrémité du parterre.
6. Descendre dans la tranchée et ameublir le sous-sol sur 30 cm de profondeur (A2) à l'aide de la bêche ou de la fourche bêche en fonction de la dureté du sol, en évitant de retourner la terre.
7. Déplacer la planche de contreplaqué d'une largeur de tranchée. Creuser une seconde tranchée (B1) directement adjacente à la première et de mêmes dimensions. La terre déplacée vient combler la première tranchée.
8. Descendre dans la tranchée et ameublir le sous-sol sur 30 cm de profondeur (B2).
9. Procéder ainsi par tranchées successives jusqu'à l'autre extrémité du parterre en répétant les étapes 7 et 8.
10. Vider le contenu de la brouette (A1) sur le dernier sous-sol révélé et ameubli (D2).
11. Aplanir le parterre  à l'aide du râteau.
12. Recouvrir d'un paillis.
13. Planter.

### Durée du travail
Pour le double-bêchage d'une surface d'environ 10 m2, compter 2h à 4h de travail pour une seule personne.